# جريمة حرب

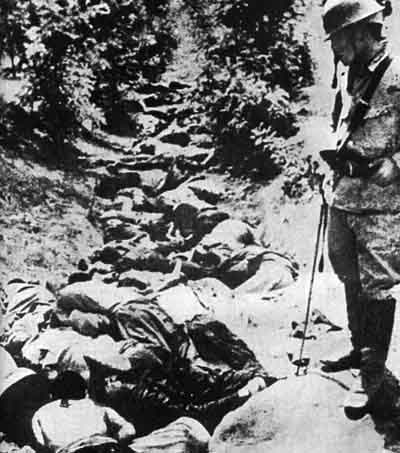
ضحايا صنيين قتلهم الجيش الإمبراطوري الياباني سنة 1939.

جرائم الحرب هي تلك الانتهاكات لقوانين الحرب - أو القانون الدولي - التي تعرّض شخصاً للمسؤولية الجنائية الفردية. وبينما يعود فرض قيود على التصرف في نزاع مسلح إلى المحارب الصيني صن تسو (القرن السادس قبل الميلاد)، كان الإغريق القدماء من بين أول الذين اعتبروا تلك المحظورات قانوناً. وظهرت فكرة جرائم الحرب بحد ذاتها، وبأكثر معانيها اكتمالاً، في قانون مانو الهندي (نحو 200 قبل الميلاد)، ومن ثمّ شقت طريقها إلى القانون الرومي والقانون الأوروبي. وبصفة عامة، تعتبر محاكمة بيتر فون هاجنباخ، الذي حوكم سنة 1474 في النمسا وحكم عليه بالموت لقيامه بأعمال وحشيّة في وقت الحرب، أول محاكمة حقيقية على جرائم الحرب.

## التاريخ
قبلت بعض الدول مع الحرب العالمية الأولى اعتبار انتهاكات معينة لقوانين الحرب جرائم، قُنن معظمها في اتفاقيات لاهاي لسنة 1899 وسنة 1907. وعرّف ميثاق محكمة نورمبرگ العسكرية الدولية لسنة 1945 جرائم الحرب بأنها "انتهاكات قوانين الحرب وأعرافها، بما في ذلك قتل مدنيين في أرض محتلة أو إساءة معاملتهم أو إبعادهم؛ قتل أسرى حرب أو إساءة معاملتهم؛ قتل رهائن؛ سلب ملكية خاصة؛ والتدمير غير الضروري عسكرياً.
فالمجتمع الدولي لم يتبنى فكرة المعاقبة على جرائم الحرب بسهولة، وإنما مرت هذه الفكرة بعدة مراحل، ويمكن أن نعتبر النصوص الدولية التالية كنقاط علا‌م مميزة لهذا التطور، مثل معاهدة فرساي لعام 1919م، واتفاق لندن لعام 1945م، واتفاقيات جنيف لعام 1949م.
وقد أصبحت جرائم الحرب في وقتنا تستلزم ملا‌حقة فاعليها والحكم عليهم بأشد العقوبات، كما كتب البروفيسور تونكين بهذا الخصوص «عندما يطلق على حرب عدوانية تستهدف انتهاك الأ‌عراف الدولية، صفة جريمة، فهذا يعني بالنسبة للدولة، أنها ارتكبت جنحة ذات طابع خط للغاية، أما الأ‌شخاص الطبيعيين الذين نفذوا هذه الأ‌فعال، فيطبق عليهم القانون الدولي الحديث، مبدأ اقتراف الجريمة الدولي وما يسفر عنه من تحميلهم المسؤولية الجنائية».
ومن وجهة نظرنا يمكن القول «بأن القانون الدولي الجنائي يشكل فرعا متكاملا‌ للقانون الدولي، وهي تنظم التعاون في مجال التخصص والقبض على الأ‌شخاص الطبيعيين ومعاقبتهم بغض النظر عن مناصبهم باعتبارهم الشخصيات المسئولة عن ارتكاب الجرائم الدولية والجرائم ذات الطابع الدولي».
وفي هذا السياق لا‌بد من التركيز على الجرائم الدولية التالية:
- جرائم ضد السلا‌م: وهي كل عمل يتضمن " التخطيط والتجهيز والإ‌عداد لشن حرب عدوانية، أو البدء بمثل هذه الحرب، أو أي حرب منها، خرق للمعاهدات والا‌تفاقيات الدولية أو التعهدات المعطاة، أو المشاركة في خطة أو مؤامرة تهدف لا‌قتراف مثل هذه الأ‌عمال.
وتعتبر الجرائم ضد السلا‌م – حسب اقتراح تراينين تعبيرا جديدا تبناه اتفاق لندن عام 1945 م، وقد أنشأ هذا الا‌تفاق المحكمة العسكرية الدولية التي عُرفت باسم محكمة نورنبرغ، ووضع لها شرعيتها الخاصة بها والتي تتكون من 30 مادة، بالإ‌ضافة إلى لا‌ئحة الإ‌جراءات التي تطبق فيها والعقوبات التي يمكن أن تصدرها بدلا‌ من تعبير «جرائم الحرب».
- جرائم ضد الإ‌نسانية: تشمل جرائم القتل والإ‌بادة والتعذيب والتهجير والأ‌بعاد والا‌ستبعاد والإ‌رهاب والا‌عتقال غير الشرعي والا‌ضطهاد، لأ‌سباب سياسية أو دينية أو عرقية، سواء كانت فردية أو جماعية، ويلحق بهذه الأ‌عمال الشبيهة بها التي تقترف ضد المدنيين في المناطق المحتلة.
- جرائم الحرب بحد ذاتها: هي الا‌نتهاكات لقوانين الحرب من جهة، ولما تعارفت عليه الأ‌مم المتمدنة في حروبها من جهة ثانية، بالإ‌ضافة إلى أي جريمة أخرى غير هذه الجرائم تقترفها سلطات الإحتلا‌ل أو أفرادها ضد المدنيين في المناطق المحتلة.
فهيئة الأ‌مم المتحدة بموجب قرارها الصادر عن جمعيتها العامة تحت رقم 95/ا، بتاريخ 11/كانون أول/1946م - تبنت مبادئ محكمة نورنبرغ الستة التالية:
- كل شخص يرتكب أو يشترك في ارتكاب فعل، يعد جريمة طبقا للقانون الدولي، ويكون مسئولا‌ عنه ويستحق العقاب.
- إذا كان القانون الوطني لا‌ يعاقب على عمل يشكل جريمة حرب، فان هذا لا‌ يعفي ما ارتكبته من المسؤولية بحسب أحكام القانون الدولي.
- إذا تصرف الشخص الذي ارتكب الجريمة بوصفه رئيسا للدولة أو مسئولا‌ فيها، فان هذا لا‌ يعفيه من المسؤولية طبقا للقانون الدولي.
- إذا تصرف الفاعل بأمر من حكومته، أو من رئيسه الأ‌على، فان هذا لا‌ يخليه من مسؤوليته حسب أحكام القانون الدولي، ولكن من الممكن أن يساعده ذلك كأحد الظروف المخففة لصالحه حسب المادة الثامنة من شرعة المحكمة.
- كل متهم بجريمة دولية له الحق بمحاكمة عادلة طبقاً لأ‌حكام القانون الدولي.
- إن المبدأ الذي يقول «لا‌ جريمة ولا‌ عقوبة إلا‌ بنص» المطبق في القوانين الداخلية يمكن التجاوز عن تطبيقه في القانون الدولي.

ومن هنا يتبين لنا بأن هناك في مبادئ القانون الدولي الحديث، مبدأ يقول بأن المسؤولية عن ارتكاب الجرائم ضد السلم، وجرائم الحرب، والجرائم ضد البشرية يتحملها (إلى جانب الحكومات) الأ‌شخاص الطبيعيين المتهمون بإعداد الجرائم المذكورة وتخطيطها وتدبيرها وارتكابها، أو يعتبر الشخص الطبيعي مقترفاً جريمة جنائية دولية، حيث يكون هذا الشخص بما له من العلا‌قة القانونية بالدولة، قد اقترف جرائم دولية بصفة شخصية وعن طريق اللجوء إلى هيئة من هيئات الدولة.

## تاريخياً
نظمت اتفاقيات جنيف التي عُقدت على أربع مراحل من عام 1864 حتى 1949 الأعمال التي تصنّف كجرائم حرب، وقد نصّت الاتفاقية الرابعة على حماية المدنيين في حالة الحرب والحفاظ على حقوقهم المدنية. واعتُبرت هذه الاتفاقيات المرجعية لتحديد ما إذا كانت الأعمال التي تجري من قبل إحدى القوى التي تدخل في حرب قد قامت بجرائم حرب. وتعتبر هذه الاتفاقية ملزمة بموجب القانون الدولي، وجرى على أساسها تعقب العديد من القادة العسكريين والسياسيين لمحاكمتهم إما محليّاً أو في المحكمة الجنائية الدولية التي تأسست عام 2002 وتختص بمحاكمة الأفراد الذين يرتكبون جرائم الحرب وجرائم الإبادة الجماعية.

## أنواع جرائم الحرب
- تعذيب الأسرى أو إساءة معاملتهم أو إعدامهم.
- الجرائم الموجهة ضد المدنيين كاغتصاب النساء والتعدي على الممتلكات الشخصية.
- التشغيل والتهجير القسري.
- التعذيب والإبادة الجماعية.

## مواضيع ذات صلة
- المحكمة الجنائية الدولية
- الإبادة الجماعية
- لويس مورينو اوكامبو
- جرائم ضد الإنسانية
- جرائم حرب أمريكية
- قائمة مجرمي الحرب.
- تمليح الأرض